# Sveti Anton (gmina Malinska-Dubašnica)
Sveti Anton – wieś w Chorwacji, w żupanii primorsko-gorskiej, w gminie Malinska-Dubašnica. W 2011 roku liczyła 149 mieszkańców.